# ECTD
eCTD ( Electronic Common Technical Document) es una especificación de la ICH para la transferencia de información administrativa asociada al registro de medicamentos de uso humano. Esta interfaz define el formato que tiene que tener la información enviada por la industria farmacéutica a las agencias reguladoras nacionales. El contenido se basa en el Documento Técnico Común.
El formato ha sido desarrollado por la Conferencia Internacional de Armonización (ICH) Grupo Multidisciplinario de Expertos del Grupo de Trabajo 2 (ICH M2 GTA).

## Módulos
El ECTD contiene la información estructurada en cinco módulos:
1. Información Administrativa
2. Sumarios del Documento Técnico Común
3. Módulo de Calidad
4. Informes de estudios no clínicos
5. Informes de estudios clínicos

Hay dos tipos de módulos:
Módulo 1 Regional: 1 (diferentes para cada región, Europa, EE. UU., Japón y Canadá)
Módulos 2-5 comunes: (común a todas las regiones)
La especificación ECTD sólo define el contenido de los módulos comunes.
La especificación establece las condiciones para el envío de archivos y metadatos de un remitente (Industria) a un receptor (Entidad Reguladora).

## Componentes técnicos
Los principales componentes técnicos son los siguientes:
Una estructura de carpetas poblada de archivos con una carpeta raíz por cada uno de los cinco módulos (los nombres de las carpetas se presentan en el Apéndice 4 de la especificación eCTD).
Dos ficheros XML que proporciona metadatos sobre los archivos del contenido. Estos ficheros de metadados sirven para gestionar el ciclo de vida de cada uno de los archivos que conforman el expediente de registro del medicamento.
(los nombres de las carpetas se presentan en el Apéndice 4 de la especificación eCTD)
Ficheros DTD asociados a cada fichero XML y hojas de estilo.
Ajustándose a esta especificación se pueden realizar múltiples envíos acordes a la vida administrativa del medicamento o medicamentos incluidos en un expedientes. Cada envío constituye una secuencia "sequence". La vista acumulada del expediente eCTD consiste en visualizar todas las secuencias existentes y las situación de vigencia de los documentos. Si bien una sola secuencia puede ser vista con el navegador web y la hoja de estilos ICH, la vista acumulada exige programas especializados.
La parte superior de la estructura de directorios es la siguiente:
```
ctd-123456/0000/index.xml
ctd-123456/0000/index-md5.txt
ctd-123456/0000/m1
ctd-123456/0000/m²
ctd-123456/0000/m³
ctd-123456/0000/m4
ctd-123456/0000/m5
ctd-123456/0000/util
```

La cadena ctd-123456/0000 es sólo un ejemplo que indica que el número de secuencia correspondiente al envío es el 0000.
La finalidad del fichero index.xml es doble:
- Gestión de los metadatos de la secuencia
- Constituye una tabla de contenido para los módulos 2 a 5 y proporcionar ayuda para la navegación en estos módulos.

El otro fichero XML asociado al módulo 1 para el envío del ejemplo anterior estaría ubicado en la ruta:
ctd-123456/0000/m1/eu/eu-regional.xml

## Tipos de envíos incluidos en la especificación
La versión actual de la especificación solo aplica a la información enviada desde la industria a los organismos reguladores pero no el sentido contrario:
```
 Industria -----> Message -----> Agencia
```

EL ciclo de vida se compone de:
- Un envío inicial: should be self-contained.
- Envíos posteriores correspondientes a actualizaciones incrementales: con su número de secuencia.